# Ronnie Ash

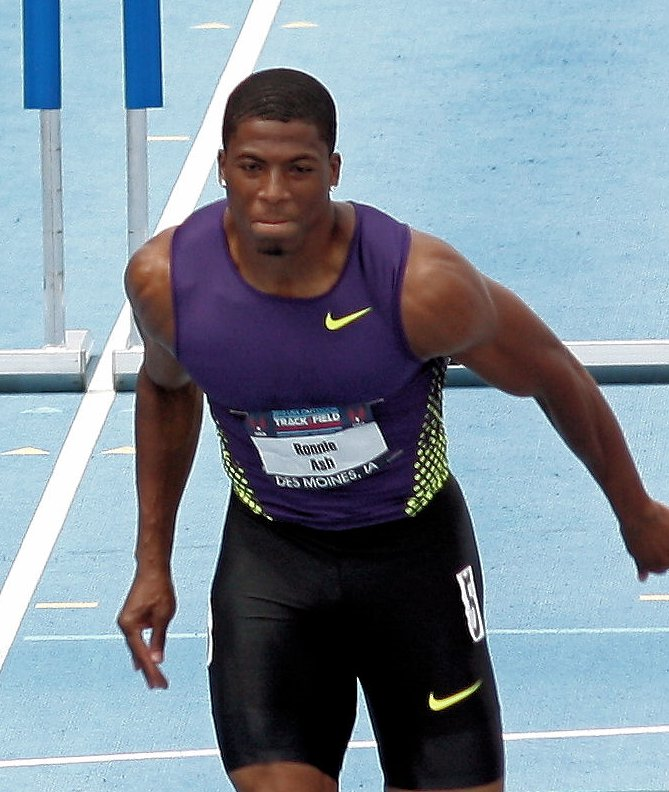
Ronnie Ash, 2010

Ronnie Ash (* 2. Juli 1988 in Passaic, New Jersey) ist ein US-amerikanischer Hürdenläufer, der sich auf die 110-Meter-Distanz spezialisiert hat.
Beim Leichtathletik-Continentalcup 2014 in Marrakesch wurde er Zweiter.
2015 qualifizierte er sich als Zweiter der US-Meisterschaften für die Leichtathletik-Weltmeisterschaften in Peking, bei denen er im Vorlauf disqualifiziert wurde.
Für die Bethune-Cookman University startend wurde er 2009 NCAA-Meister über 110 m Hürden und NCAA-Hallenmeister über 60 m Hürden, für die University of Oklahoma startend 2010 NCAA-Hallenmeister über 60 m Hürden.

## Persönliche Bestzeiten
- 60 m Hürden (Halle): 7,55 s, 12. März 2010, Fayetteville
- 110 m Hürden: 12,99 s, 29. Juni 2014, Sacramento